# Talana
Talana (sardinski: Talàna) je grad i općina (comune) u pokrajini Nuoru u regiji Sardiniji, Italija. Nalazi se na nadmorskoj visini od 682 metra i ima 1 027 stanovnika.
 Prostire se na 118,68 km². Gustoća naseljenosti je 9 st/km².
Susjedne općine su: Baunei, Lotzorai, Orgosolo, Triei, Urzulei i Villagrande Strisaili.